# 百器徒然袋——雨
《百器徒然袋——雨》是由講談社出版的京極夏彥的妖怪推理小說集，收集了百鬼夜行系列（京極堂系列）外傳的三個中篇故事。故事中提到的妖怪均取材自鳥山石燕的妖怪畫集《百器徒然袋》。繁體中文版由獨步文化出版；簡體中文版由上海人民出版社出版。

## 發行信息
日文版
- 1999年11月11日，講談社Novels發行偵探小說《百器徒然袋——雨》，ISBN 9784061821002
- 2005年9月15日，講談社文庫發行《百器徒然袋——雨》，ISBN 9789866043130
- 2008年5月，<講談社MOOK Paperbacks K>發行《薔薇十字偵探 1》，ISBN 9784063788990

僅收錄「鳴釜」。封面作畫：小畑健
- 2010年1月，<講談社MOOK Paperbacks K>發行《薔薇十字偵探 2》，ISBN 9784063794120

僅收錄「瓶長」。封面作畫：小畑健
中文版
- 2012年2月5日，獨步文化發行繁體中文版，ISBN 9789866043130
- 2013年6月1日，上海人民出版社發行簡體中文版、ISBN 9787208113169

## 概要
本作是以「百鬼夜行系列」中的配角人物榎木津禮二郎為主人公的中篇集。同系列中的其他人物如中禪寺秋彥、關口巽、木場修太郎等人都有登場。連載作品的時間線在《陰摩羅鬼之瑕》前夕至《邪魅之雫》之後。
本系列作品標題「薔薇十字偵探的-」，最後兩字和前面故事的副標題首尾呼應：「憂鬱」、「鬱憤」、「憤慨」。
曾以ABC Radio（朝日放送）為主臺廣播以「百器徒然袋」為題的廣播劇。
2009年，將本作漫畫化，并在秋號的《Comic怪 vol.8》開始連載。

## 主要登場人物
「我」
一系列故事的敘述者。常被人亂叫名字。真名在故事後期才被公開。
榎木津 禮二郎（Enokizu Reijirou）
「薔薇十字偵探社」的私家偵探。
詳情請參閱「百鬼夜行系列#主要登場人物」。
安和 寅吉（Yasukazu Torakichi）
「薔薇十字偵探社」的服务生兼秘書，通稱「和寅（やすとら）」
詳情請參閱「百鬼夜行系列#主要人物的交友關係」。
益田 龍一（Masuda Ryuuichi）
「薔薇十字偵探社」的偵探助手。
詳情請參閱「百鬼夜行系列#主要登場人物」。
中禪寺 秋彥（Chuuzenji Akihiko）
兼職驅魔的舊書店老闆。人稱「京極堂」。
詳情請參閱「百鬼夜行系列#主要登場人物」。

## 鳴釜 薔薇十字偵探的憂鬱
從事電機配線施工業的「我」得知姐姐的女兒早苗被輪姦并因此懷孕的消息。犯下罪行的是政治高官以及身邊的依附者的兒子們，就算告他們也不會被受理。在無計可施之下，我在朋友大河內的介紹下拜訪偵探·榎木津禮二郎。

### 登場人物
早苗（Sanae）
「我」的外甥。在櫻井家幫傭，但被以櫻井哲哉為首的團伙輪姦後懷孕，生下了一個女兒。
櫻井 哲哉（Sakurai Tetsuya）
通產省級官員櫻井十藏的獨生子。容貌學識都是一流，但卻是個憑藉父親權力胡作非為的任性青年。
殿村 健吾（Tonomura Kengo）、江端 義三（Ebata Yoshizou）、今井 三章（Imai Mitsuaki）
哲哉的跟班。因各自的父親在十藏面前抬不起頭的緣故，也為了討哲哉歡心而一起幹壞事的伙伴。
久我 光雄（Kuga Mitsuo）
哲哉的跟班。為了父親而服從哲哉，但自對早苗的強暴事件後便採取了和其他跟班不同的立場。
篠村 精一郎（Shinomura Tetsuya）
議員。在《塗佛之宴》登場的找華仙姑處女占卜的常客。有意讓女兒美彌子和哲哉政治聯婚。
篠村 美彌子（Shinomura Miyako）
篠村精一郎的女兒，櫻井哲哉的未婚妻，才女。強勢而聰明，看清了自己的立場。
在后续作品《今昔百鬼拾遗：天狗》中也曾登场。
小金（熊泽金次）
本名熊泽金次，五十多歲的孔武有力的人妖。外表完全是個大叔但用娘娘腔說話。開朗，相當耐打。
在后续作品《今昔百鬼拾遗：天狗》中也曾登场。
鳥口 守彥（Toriguchi Morihiko）
八卦雜誌記者，被榎木津當成奴才。這次在幫榎木津忙的同時，也兼顧了本職工作。
詳情請參閱「百鬼夜行系列#主要登場人物」。

## 瓶長 薔薇十字偵探的鬱憤
為了就鳴釜事件道謝的「我」再度造訪薔薇十字偵探社。然而榎木津因父親要他尋找「青瓷的甕」和寵物「龜」而老大不高興。然後「我」決定獨自前往驅邪師·中禪寺秋彥提到的和其他事件有關的「赤坂的壺宅第」。

### 登場人物
山田 淑（Yamada Sue）
與治郎的孫女，32岁。與治郎過世後獨居在壺宅第的陰沉的女子。因懼怕壺而委託中禪寺驅魔。
山田 與治郎（Yamada Yojirou）
淑的祖父。淑的父親，也就是他的兒子岛夫死後不久開始收集壺，直到過世之前收集到的壺把宅第及其周圍的地方全部都覆蓋了。
山田 賴為（Yamada Yoritame）
與治郎的弟弟，和哥哥關係惡劣。
木原 正三
自称“山田岛夫”的私生子，26岁。在黑市倒卖米，人称黑市三。
雲井 孫吉（Kumoi Magokichi）
茶具店「陵雲堂」的店主。企圖奪取山田家里堆積如山的壺裡頭的值錢的壺。
今川 雅澄（Imagawa Masasumi）
古董商「待古庵」的店主。榎木津在海軍時代的部下。
詳情請參閱「百鬼夜行系列#主要人物的交友關係」。
木場 修太郎（Kiba Shuutarou）
看起來像個小混混的警察，榎木津的兒時玩伴。
詳情請參閱「百鬼夜行系列#主要登場人物」。

## 山颪 薔薇十字偵探的憤慨
靠畫連環畫劇為生的兒時玩伴近藤委託「我」向榎木津取材作為新作的參考，權宜之下先去拜訪了中禪寺秋彥，其時他因過去某個事件結識的和尚前來找他商量，說他同為和尚的一個朋友突然失蹤，打電話去對方寺廟則被告知朋友已死。而且，那個朋友所在的寺廟如今變成了一個高檔美食俱樂部的會場。另外，榎木津在尋找受委託的寵物山嵐的過程中發現了寺廟的某個秘密。

### 登場人物
桑田 常信（Kuwada Joushin）
和尚。《鐵鼠之檻》裡和中禪寺成了熟人。為舊友古井亮澤的去向問題而前來拜訪中禪寺，并委託榎木津調查。
杉山 鐵信（Sugiyama Tesshin）
和尚，常信的行者。《鐵鼠之檻》裡登場的改了名的杉山哲童。
古井 亮澤（Furui Ryoutaku）
繼承了町田附近的禪寺「大正山根念寺」的和尚，常信的舊友。複員後和父親一起將寺廟變成了名叫「藥石茶寮」的美食俱樂部。
古井 亮順（Furui Ryoujun）
「大正山根念寺」的住持，亮澤的老父親。書畫古董的搜藏家，對書道、花道及茶道非常感興趣，戰前舉辦茶會，邀請當地名流參加。
木俁 源伍（Kimata Gengo）
自戰前開始就從事偷盜股美術品的美術品盜竊團伙的首領。
木俁 總司（Kimata Souji）
木俁源伍的兒子。和亮澤搭乘同一艘復員船。
椛島 二郎（Kabashima Jirou）
負責為藥石茶寮購入食材的前廚師。
伊佐間 一成（Isama Kazunari）
釣魚場的老闆。
詳情請參閱「百鬼夜行系列#主要登場人物」。
河原崎 松藏（Kawarasaki Matsuzou）
警察，曾在在《涂佛之宴 宴之始末》中登场，伊豆事件后被降职到八王子署稻荷派出所。
榎木津的信徒。
關口 巽（Sekiguchi Tatsumi）
倒霉小說家。被榎木津和中禪寺硬拉出來。
詳情請參閱「百鬼夜行系列#主要登場人物」。
藤堂 公丸（Toudou Kimimaru）
前伯爵。榎木津的父親·榎木津幹麿前子爵的朋友。委託薔薇十字偵探社尋找和美術品一起被盜的寵物「山嵐」。
近藤（Kondo）
連環畫劇的畫師。「我」的友人。

## 漫畫
由漫畫化，在「Comic怪」連載。

### 發行信息
日文版
由角川書店、怪COMIC發售。
1.  2011年2月24日發售 ISBN 9784048545976
2.  2011年10月24日發售 ISBN 9784048547000
3.  2012年10月24日發售 ISBN 9784041204764

中文版
繁體中文版由台灣角川發售。
1. 「鳴釜 薔薇十字偵探的憂鬱」 2011年12月27日發售 ISBN 9789862875018
2. 「瓶長 薔薇十字偵探的鬱憤」 2012年5月17日發售 ISBN 9789862877319
3. 「山颪 薔薇十字偵探的憤慨」 2013年7月11日發售 ISBN 9789863254751

## 用語
- 鳴釜

長着濃密毛髮，頭上頂着鍋，會占卜凶吉的妖怪，是附喪神的一種。日本古代認為鍋發出的聲音可以占卜凶吉。有這麼一個故事，某個老農民挖到了一口古鍋，用其燒水，結果發出很大的響聲，並且每次燒水天上都會突然開始下雨，後來人們就認為這是口可以占卜天氣的神鍋，並且將其供奉起來。
- 瓶長

為祭典所用瓶子遇到人的血液加之歷經百年後供奉幻化而成付喪神。幻化的原因是都城內外的人家照例於立春前夕將舊器物棄置路旁，而這些被主人拋棄了的舊器物化為精怪來報仇雪恨。然後眾器物決定於節分按照古文先生的指點，自絕性命，委身於造化大神，於是果然幻化做了各種妖物。
- 山颪